# Chudenice

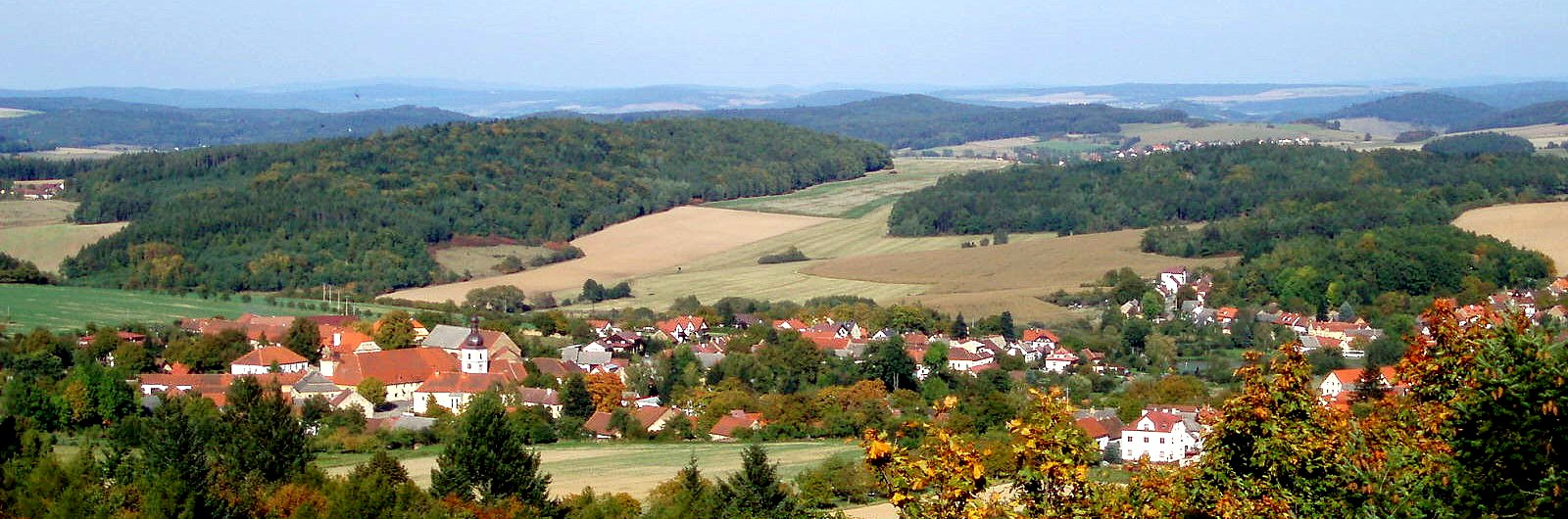
A falu 2007-ben, madártávlatból

Chudenice (németül Chudenitz, más néven Chudienitz) település Csehország Klatovyi járásában. Az egykor önálló Lučice, Býšov, Slatina és Bezpravovice falvak jelenleg Chudenice részei. Chudenice Dolany, Křenice, Poleň, Ježovy, Všepadly, Srbice, Únějovice, Koloveč, Kaničky és Chocomyšl településekkel határos. Lakosainak száma 761 fő (2024. január 1.).

## Népessége
A település lakosságának változását az alábbi diagram mutatja:
| Lakosok száma | 1601 | 1536 | 1533 | 1157 | 820  | 695  | 770  | 781  | 752  | 761  |
|               | 1869 | 1890 | 1921 | 1950 | 1980 | 2001 | 2017 | 2019 | 2022 | 2024 |

## Története
A falu történelme szorosan összefügg a Černín (Czernin) családéval, amely a 13. század első felétől volt a falu tulajdonosa. Ez az egyik legrégibb cseh nemes család; az első ismert Czernint 1192-ben nevezte ki I. Přemysl Ottokár kamarásává. 
1592-ben Humprecht Černín kérésére II. Rudolf császár címer-, pecsét- és piacjogot adott a falunak.
A chudenicei kastély utolsó tulajdonosa a család chudenicei Vrchlab, másként Morzina ágából származó III. Evžen volt, akitől 1945-ben a Beneš-dekrétumok alapján német állampolgársága miatt elkobozták a birtokot.

## Nevezetességei
- A falutól nyugatra található a Černín család által alapított Amerikai Kert természetvédelmi terület — egy olyan arborétum, amely észak-amerikai fákra összpontosít, több szép duglászfenyővel (Pseudotsuga spp.) A környéken sok más szép, külön nevet kapott fa is áll, így a Chudenicei tiszafa, a Chudenicei hárs (várhárs) és a lučicei tölgy.

- A chudenicei kastély a Černín család „bölcsője”. jelenleg önkormányzati tulajdonban van, és egy állandó helytörténeti kiállítás mutatja be a család és a falu múltját. A kastélyban megfordultak a cseh kultúra olyan reprezentánsai, mint
  - Bozena Němcová,
  - Josef Dobrovský,
  - Karel Hašler stb.

Ugyancsak a kastélyban van a Josef Dobrovský emlékmúzeum
- Helyi jellegű érdekességek:
  - Jaroslav Kvapil szülőháza,
  - Jan Roubal rovarkutató kiállítása,
  - a kézműves csarnok.

A kastélyt az 1700-as évek második felében előbb Václav Haberditz prágai építőmesterrel, majd Johann Ignaz Palliardival végeztette. Utóbbi az 1890-es évek közepén építette feé a kastély Kozel-szárnyait (két különálló szárny — kápolna, lovagterem, istállók, cselédlakások).
- A Keresztelő Szent János-templom Chudenice falu központjában áll, és régi (talán a 14. századból való) festményeiről híres. A főoltár képét 1505-ben egy ismeretlen nevű és ezért „Chudenice mestereként” ismert helybéli művész festette.

- A Bolfánek kilátó (Rozhledna Bolfáne) az egykori Szent Wolfgang zarándoktemplom tornya, ahonnan gyönyörű kilátás nyílik Šumavára, a Cseh-erdőre és a környező falvakra.

- Lázeň kastély (Zámek Lázeň) – a 19. században eredetileg fürdőház volt, amit idővel birodalmi kastéllyá alakítottak át.

## Híres személyek

### Itt született
- Josef Rejcha (1752–1795; Bonn) — cseh zeneszerző és csellóművész,
- Václav Rubeška (1854–1933; Prága) — szülész-nőgyógyász, a Károly Egyetem tanára,
- Jaroslav Kvapil (1868–1950; Prága — ), költő, drámaíró és rendező,
- Jan Roubal (1880–1971; Prága) — világhírű rovarkutató (entomológus).

### Itt élt
- Josef Dobrovský kiemelkedő nyelvész és nyelvújító 1817–1828 között élt itt Eugene Černín gróf nevelőjeként és tanáraként. Emlékét a kastélyban berendezett kiállítás őrzi.

## Fordítás
Ez a szócikk részben vagy egészben  a   Chudenice című cseh Wikipédia-szócikk ezen változatának fordításán alapul.  Az eredeti cikk szerkesztőit annak laptörténete sorolja fel. Ez a jelzés csupán a megfogalmazás eredetét és a szerzői jogokat jelzi, nem szolgál a cikkben szereplő információk forrásmegjelöléseként.